# Église Notre-Dame-de-la-Nativité de Sully
L'église Notre-Dame-de-la-Nativité de Sully est une église catholique située à Sully (Calvados), en France. 

## Localisation
L'église est située dans le département français du Calvados, sur la commune de Sully (Calvados). On trouve un if remarquable au sud de la porte ouest de la nef.

## Historique
L'église est construite à partir du XIIe,
. 
La porte occidentale date selon Arcisse de Caumont du XIVe. 
La tour porte-cloche est datée par le même auteur du XVe. 
L'église est inscrite partiellement au titre des monuments historiques le 17 mai 1933, le clocher et l'arcade.

## Architecture
La nef, de trois travées, conserve de beaux modillons, une porte romane bouchée et des fenêtres étroites.
La tour porte-cloche ne porte plus de cloche désormais, il fait l'objet de commentaires élogieux par Arcisse de Caumont. 
Le même auteur notait la présence d'une statue de Vierge à l'enfant du XVe et décapitée, transformée en bénitier. 
Le chœur possède deux travées et il est voûté. Le sud du chœur conserve une porte romane à console avec des représentations de têtes humaines.

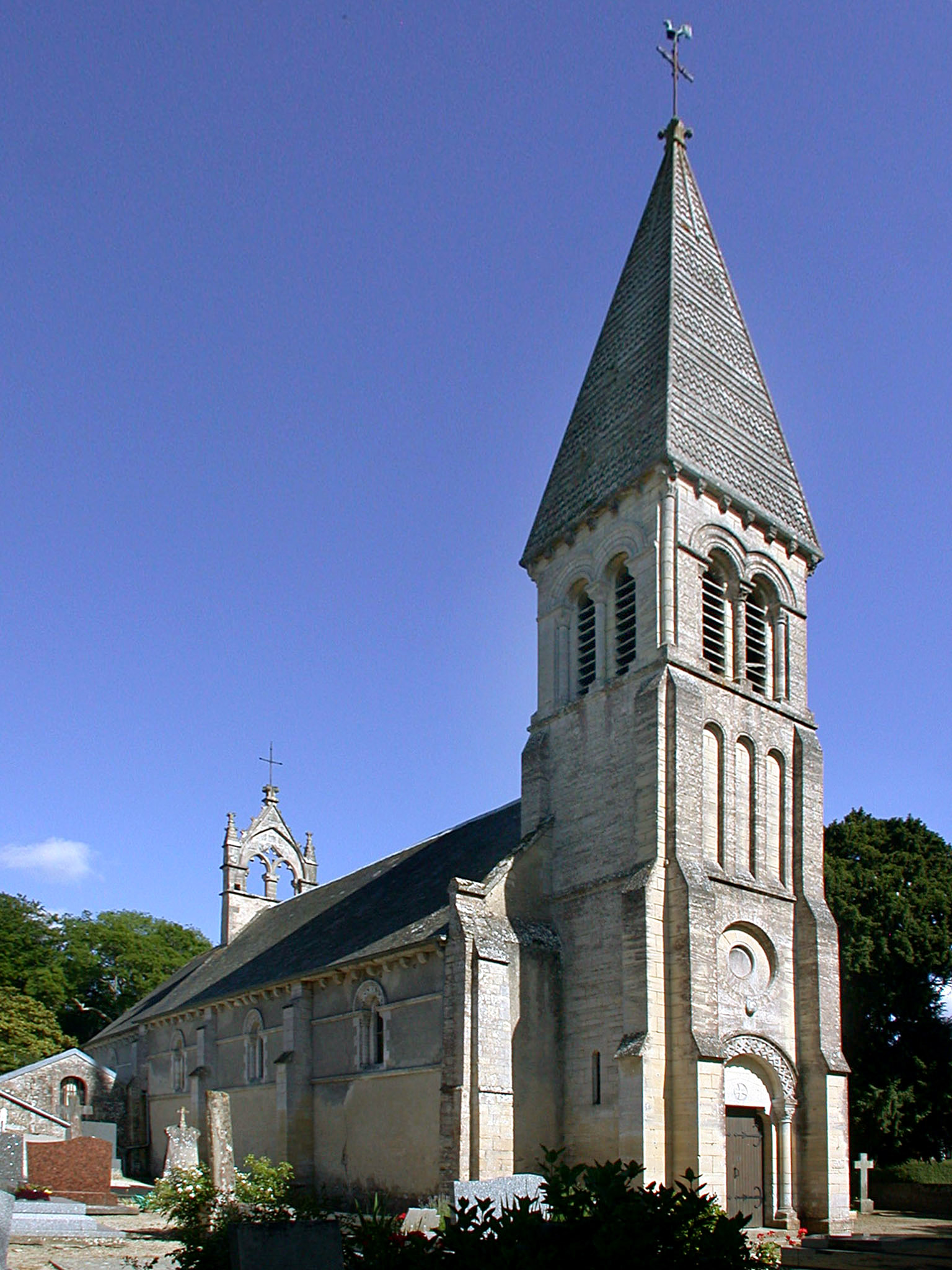
Vue nord-ouest.
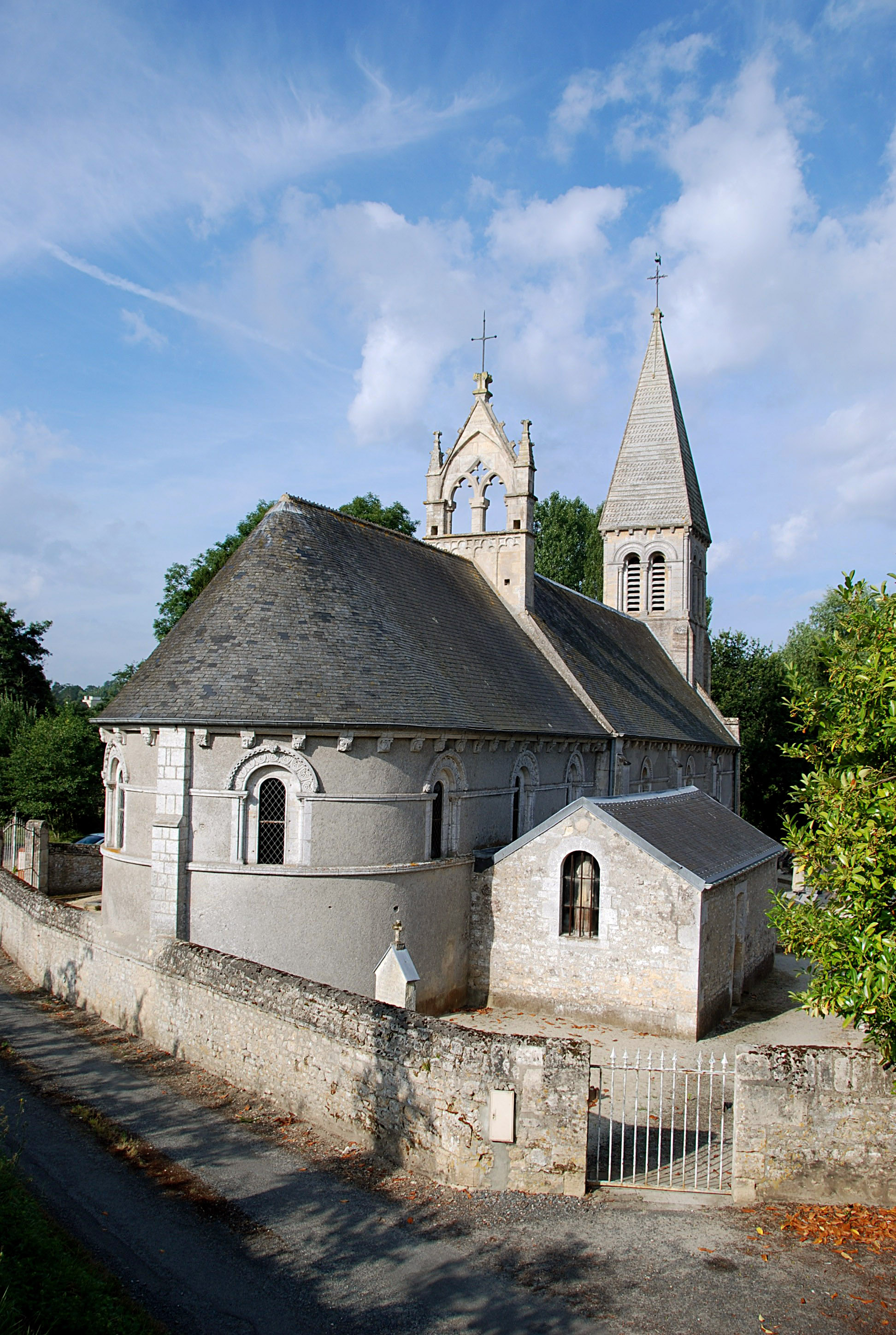
Vue nord-est.
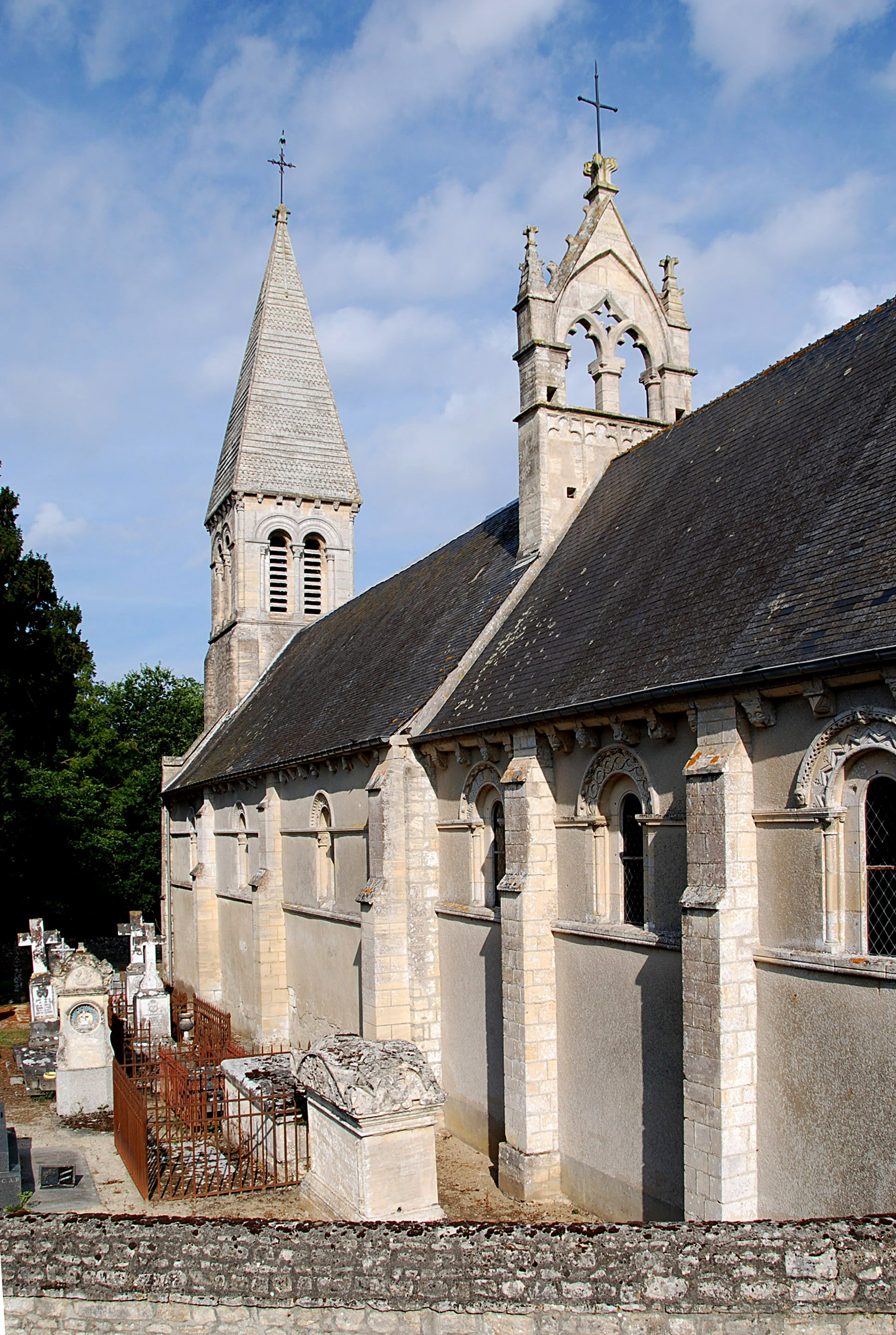
Vue sud.
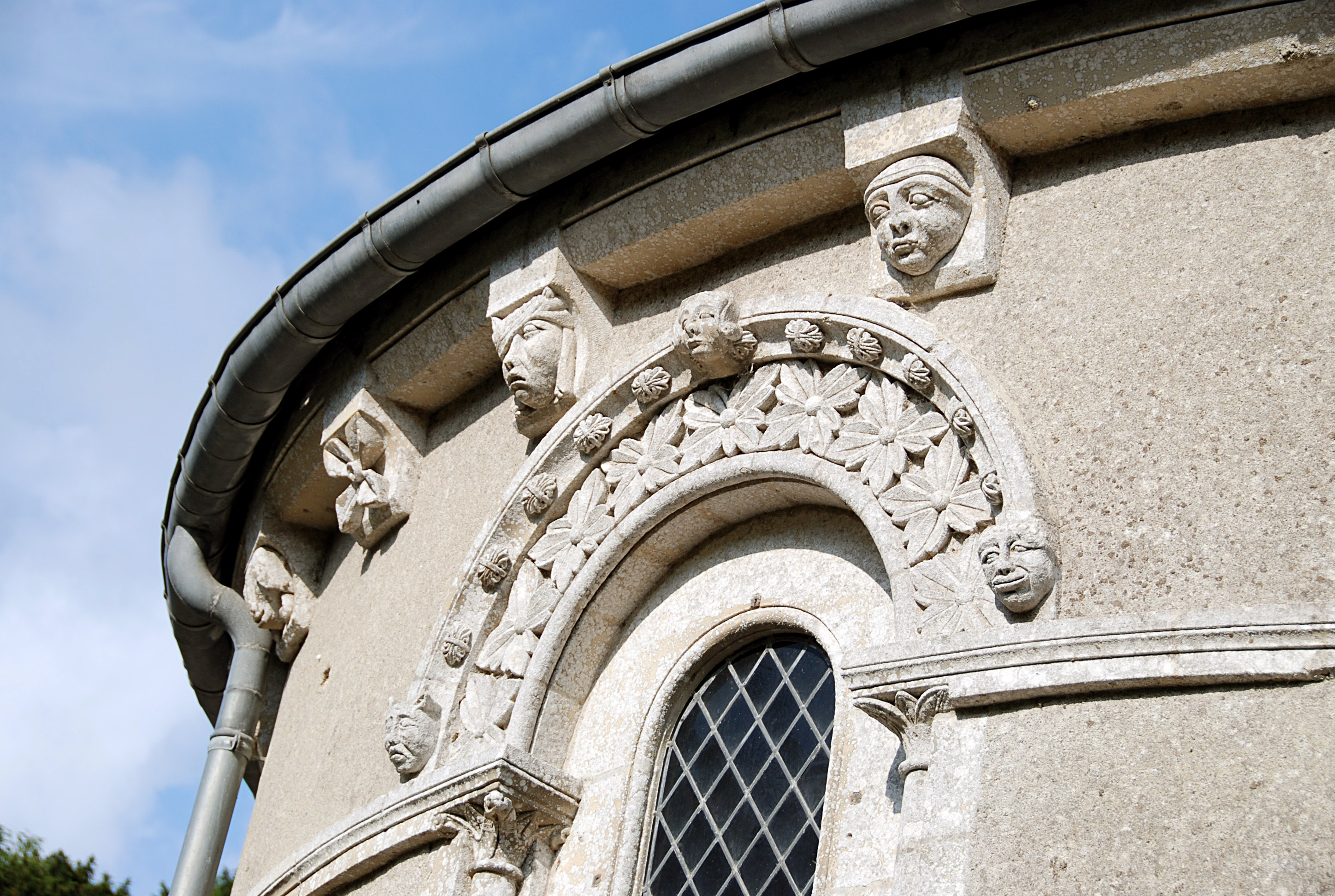
Détails du chevet.
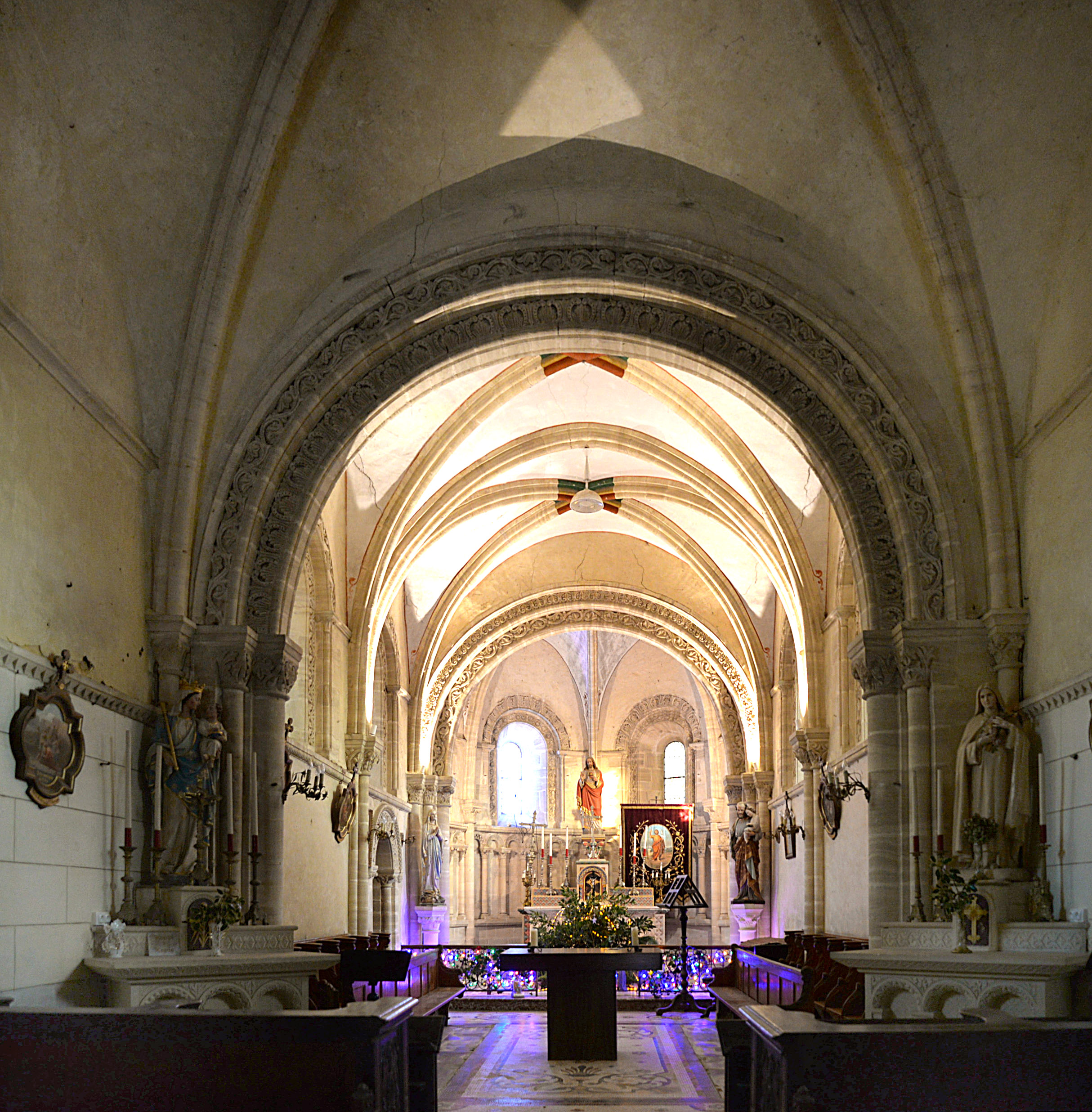
La nef de l'église.
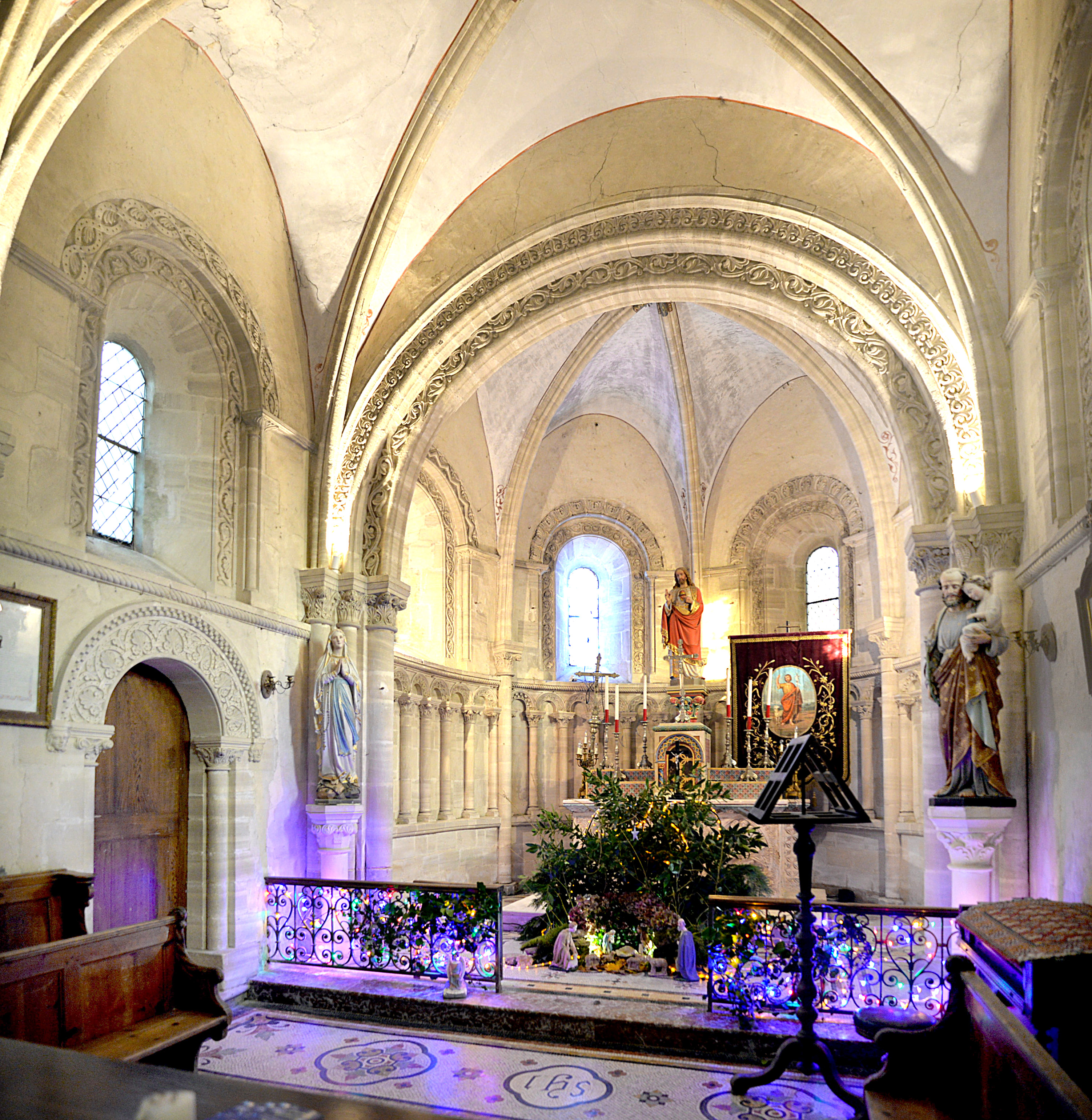
Le chœur de l'église.
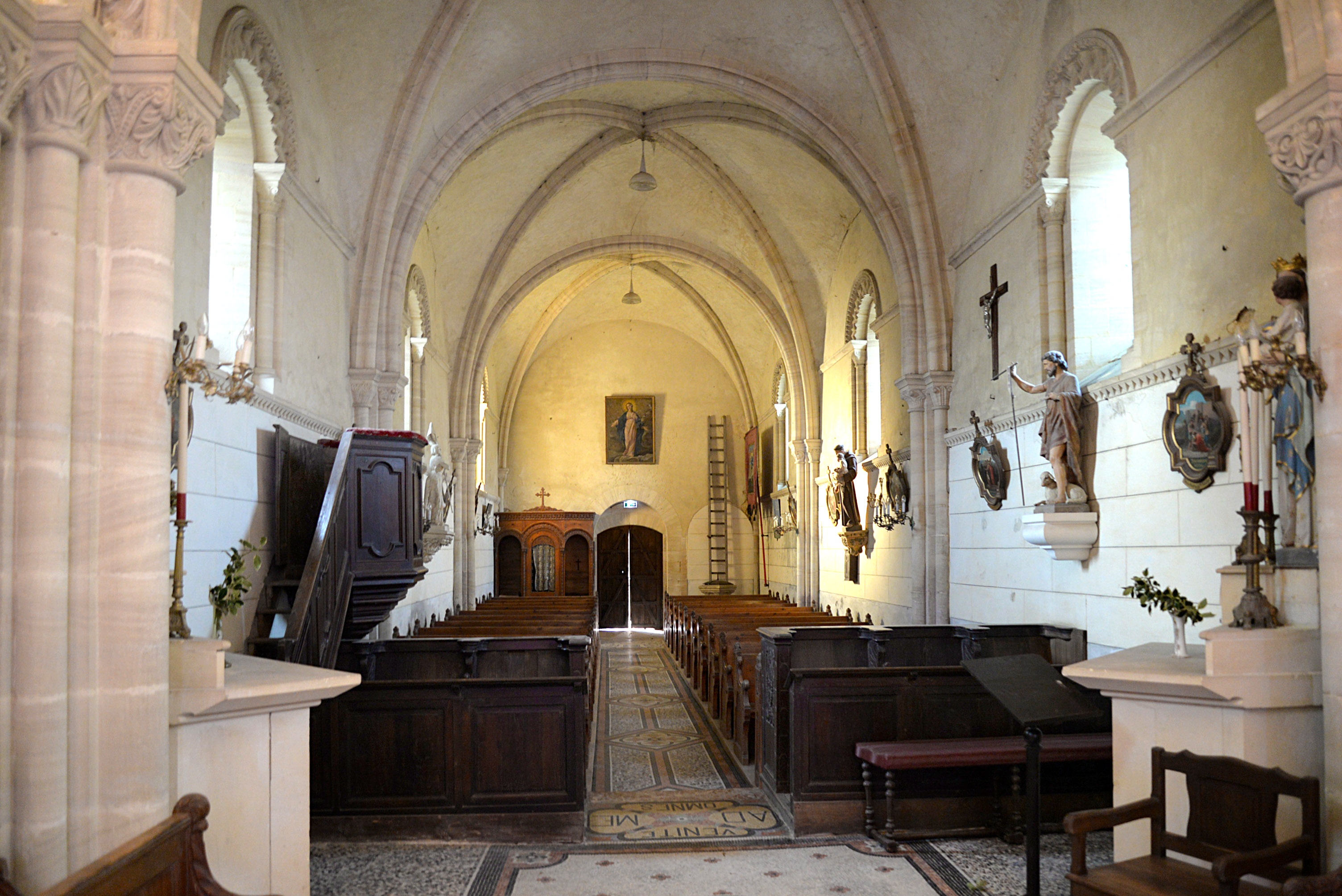
La nef de l'église vue depuis le chœur.